# Tønne Huitfeldt
Tønne Huitfeldt (Hurum, 20 novembre 1625 – Fredriksten, 12 settembre 1677) è stato un militare e proprietario terriero norvegese padre di Iver Huitfeldt.

## Biografia
Comandante della guarnigione della fortezza di Fredriksten, è noto per la sua difesa della città di Halden negli anni 1659 e 1660, durante la seconda guerra del nord. Tra le sue proprietà vi era la fattoria Tronstad ad Hurum e la tomba a Råde.